# 比利时行政区划
比利时是一个联邦制国家，分为三个社群、三个大区和四个语言区。行政区划方面，比利时下分大区、省、区和市镇。
经20世纪70年代和80年代的宪法改革，单一制国家走向联邦化：联邦、大区和社群政府被建立起来，这是一种妥协，旨在尽量减少语言、文化、社会和经济方面的紧张。

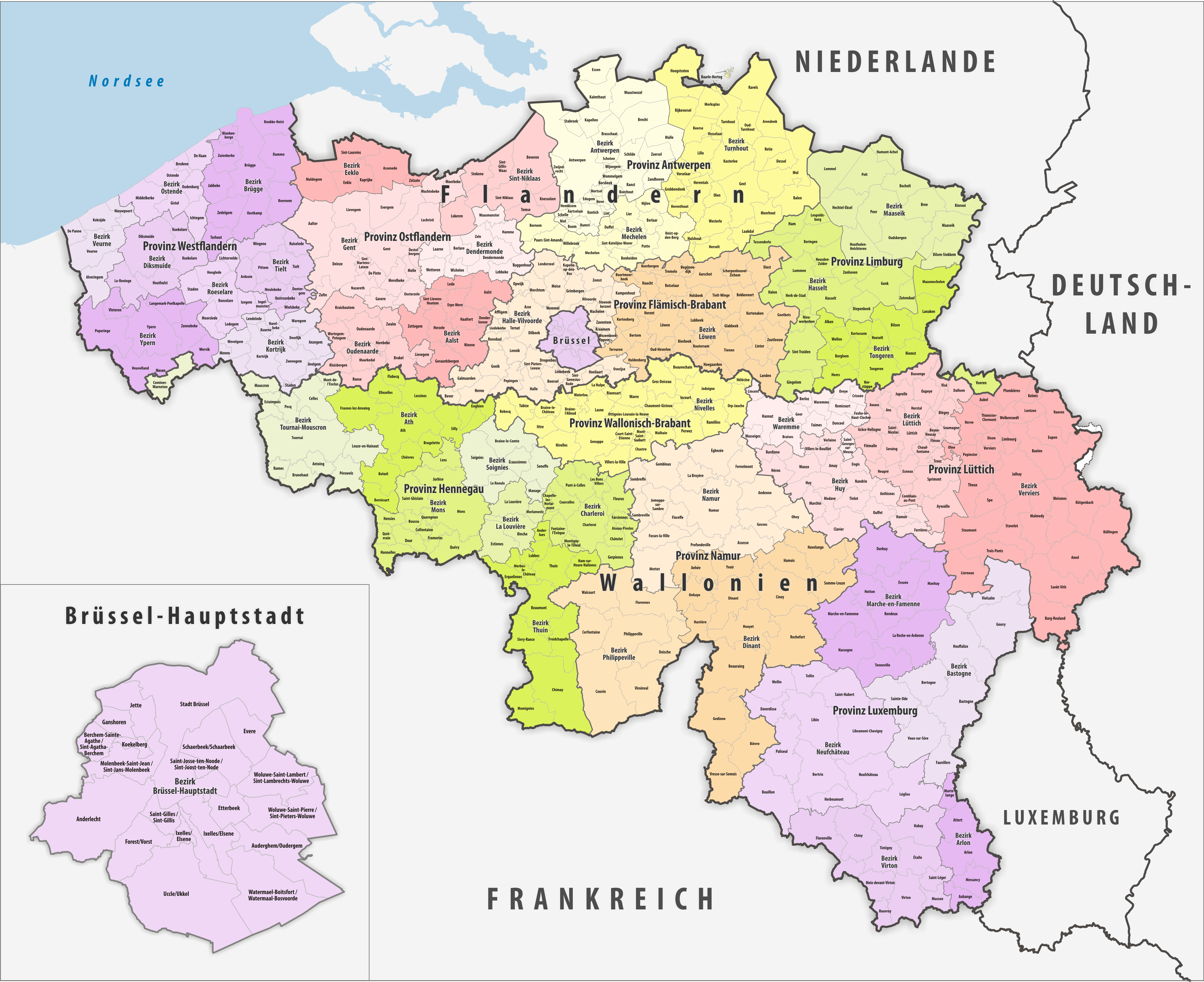
2019年比利时各大区、省、区和市镇

| 国家   | 1   | 比利时 | 比利时 | 比利时     | 比利时 | 比利时 | 比利时           | 比利时           | 比利时   | 比利时   | 比利时   | 比利时   | 比利时   | 比利时   |
| 语言区 | 4   | 荷兰语 | 荷兰语 | 荷兰语     | 荷兰语 | 荷兰语 | 双语             | 双语             | 法语     | 法语     | 法语     | 法语     | 法语     | 德语     |
| 社群   | 3   |        |        |            |        |        |                  | 法語社群         | 法語社群 | 法語社群 | 法語社群 | 法語社群 | 法語社群 | 德語社群 |
| 大区   | 3   | 大区   | 大区   | 大区       | 大区   | 大区   | 布鲁塞尔首都大区 | 布鲁塞尔首都大区 | 大区     | 大区     | 大区     | 大区     | 大区     | 大区     |
| 省     | 10  |        |        | 安特衛普省 | 林堡省 |        | 无               | 无               |          | 埃諾省   | 盧森堡省 | 那慕爾省 | 列日省   | 列日省   |
| 区     | 43  | 8      | 6      | 3          | 3      | 2      | 1                | 1                | 1        | 7        | 5        | 3        | 4        | 4        |
| 市镇   | 581 | 64     | 60     | 69         | 42     | 65     | 19               | 19               | 27       | 69       | 44       | 38       | 75       | 9        |

## 行政区划

### 大区
比利时有3个大区（荷蘭語：gewest）：瓦隆大区和弗拉芒大區和布鲁塞尔首都大区。

### 省
省位于大区与区之间。今天比利时有10个省份，瓦隆大区和弗拉芒大區各有5个，布鲁塞尔首都大区无省份。

### 区
行政区（荷蘭語：administratief arrondissement），通常简称区（荷蘭語：arrondissement），位于省与市镇之间。比利时共有43个区。

### 市镇
市镇（荷蘭語：gemeenten）是比利时的基层行政区域。截至2023年，比利時共有581個市鎮，其中137个市镇享有由皇家法令或法律授予的“城市”（荷蘭語：stad）称号。比利时有30个语言便利市镇（荷蘭語：faciliteitengemeente），其市政部门会为居民提供除当地官方语言以外的其他比利时官方语言服务（荷蘭語、法语、德语中的一者或两者）。
20世纪60-70年代，比利时市镇进行了大合并，1983年有数个市镇并入安特卫普，2019年又有数个市镇进行了合并。若一个市镇是由数个原有市镇合并而成的，则合并之前的原有市镇被称为合并后市镇的分市镇（荷蘭語：deelgemeente）或片区（法語：section）。
在比利时，人口超过10万的城市可将其分市镇/片区称为“区”（荷蘭語：district），有自己的区议会和区理事会。目前只有安特卫普使用这一权利。

## 社群
比利时划分为三个社群（荷蘭語：Gemeenschap）：弗拉芒社群、法语社群和德语社群。

## 语言区
比利时分为四个语言区：荷兰语区、法语区、德语区和布鲁塞尔双语区。1970年，語言區的劃分被納入憲法。